# Superbook

Superbook, également connu sous le nom d’Animated Parent and Child Theatre, est une série télévisée animée produite par Tatsunoko Production (studio fondé par Tatsuo Yoshida) au Japon en collaboration avec CBN aux États-Unis.
La série relate les événements de l'Ancien et du Nouveau Testament de la Bible.

## Création
En 1981, le Christian Broadcasting Network (CBN) a créé une série biblique animée pour enfants dans le cadre d'une sensibilisation à la nation japonaise. Le nom anglais de cette série était «Superbook».
Les recherches effectuées pendant et après la sensibilisation ont montré que cette série était un succès sans précédent. Lors de son lancement au Japon, on estime que plus de 4 millions de personnes ont regardé chaque épisode hebdomadaire de Superbook à la télévision, ce qui a fait de la Bible le livre le plus vendu dans ce pays.

## Diffusion
Du Japon, la série Superbook a été diffusée dans le monde entier, de l'Asie à l'Amérique du Nord. En 1989, au milieu des bouleversements économiques et politiques, Superbook a commencé à être diffusé en Union soviétique aux heures de grande écoute sur la chaîne nationale soviétique. CBN a reçu plus de 6 millions de lettres d'enfants, introduisant une toute nouvelle génération à la Bible. Aujourd'hui encore, le Superbook Kids Club est l'un des programmes pour enfants en direct les mieux notés d'Ukraine.
Depuis sa première diffusion au Japon, la série a été diffusée dans plus de 106 pays, traduite en 43 langues et visionnée par plus de 500 millions de personnes.
Les 26 premiers épisodes ont été diffusés du 1er octobre 1981 au 25 mars 1982. La série est revenue sous le nom de Superbook II (Personal Computer Travel Detective Team) avec 26 épisodes diffusés du 4 avril 1983 au 26 septembre 1983. Entre les deux séries, il y avait la série complémentaire The Flying House.Une certaine condensation ou édition des histoires était nécessaire pour les adapter à des épisodes d'une demi-heure et les rendre adaptés aux jeunes téléspectateurs. De plus, des modifications supplémentaires ont été nécessaires pour que les versions anglaises rendent les épisodes conformes aux normes de diffusion américaines.
  
CBN produit une nouvelle série Superbook et a publié 4 saisons. La chaîne distribue gratuitement la première et la deuxième saison sur le site Web Superbook Kid.

## Synopsis

### Saison 1
La première série (Anime Oyako Gekijo en version japonaise) a commencé au domicile d'un jeune garçon nommé Christian "Chris" Peepers. Avec son ami Aline, ils découvrent une vieille bible nommée Superbook (Time / Space Travel Book selon la version). Les enfants essaient alors de l'ouvrir, mais n'y arrive pas malgré leurs efforts. Le livre fini rapidement  par s’ouvrir de lui-même, faisant briller une lumière aveuglante dans la chambre de Chris. Ils découvrent que le livre peut parler et les envoie, avec la figurine jouet d'horlogerie à savoir Gizmo le robot marqué d’une croix dans le temps des premiers événements de l'Ancien Testament en commençant par le jardin d’Éden pour vivre l'histoire d'Adam et Eve. Gizmo se transforme en un robot réel qui peut marcher et parler pendant toute la durée de l'aventure, bien que son mécanisme doive être remonté régulièrement.

### Saison 2
Une saison 2 est sortie, mais il n’y a pas eu de version française.
Dans Superbook II (Pasokon Travel Tanteidan en japonais), le Superbook est tombé sur le clavier d'ordinateur de Chris, donnant à quiconque la possibilité de voir les récits bibliques via le moniteur. Molly, sa chienne, se fait aspirer à travers l’écran et se perd dans le temps, ce qui incite Gizmo et le petit frère de Chris (réécrit comme son cousin dans la version anglaise) nommé Uriah "Urie" Peepers (Yuu Asuka en japonais) à la rechercher. Chris et Aline garde la surveillance et le contrôle de l'ordinateur depuis le présent. Dans cette série, Gizmo apparait comme un robot à part entière de nos jours plutôt que comme un jouet. Gizmo a également un clavier d'ordinateur intégré et un moniteur dans sa poitrine afin qu’Uri et lui restent en contact avec Chris et Aline. Cela leur permet également de se transporter vers d'autres endroits à travers les temps bibliques ou de retourner dans le présent.

### Nouvelle série
La nouvelle série Superbook, est une série d'animation où un garçon nommé Chris, qui a toujours des problèmes, ses amis Aline et Gizmo voyagent avec Superbook aux temps bibliques, de l'Ancien Testament et du Nouveau Testament, dans les plus grandes histoires de la Bible.
Le familier et le futuriste interagissent avec des personnes, des lieux et des événements anciens pour créer un sentiment d'émerveillement, d'anticipation, d'autonomisation et de percée personnelle.
Aujourd'hui, CBN est une équipe d'artistes et de conteurs gagnants d'un Emmy, dont les crédits incluent Mulan, Le Roi Lion et La Belle et La Bête. Cette collaboration réinvente complètement la série classique en utilisant la technologie CGI 3D.

## Personnages

### Saison 1 et 2

#### Professeur PEEPER
Père de Chris et Uri, érudit, un peu distrait et excentrique. On ne sait pas exactement de quel domaine scientifique il traite, mais il s'agit clairement de sciences exactes. Il a un frère cadet, Kenneth, qui est un inventeur et n'apparaît que dans la deuxième saison. Fred Peeper travaille principalement à la maison, où il lit habituellement des livres scientifiques et fait des recherches. Il collectionne de vieux vases anciens. Il est grand, mince et aux cheveux noirs, avec une moustache épaisse, porte des lunettes et une blouse blanche jetée sur ses vêtements. En raison de son travail, il a rarement du temps pour sa famille, ce qui ne signifie pas pour autant qu'il est un terrible père et mari. Chris se dispute parfois avec lui, mais il le respecte et l'admire néanmoins. Dans l'original japonais, ce personnage s'appelle le professeur Asuka.

#### Madame PEEPER
Épouse du professeur Peeper et mère de ses deux fils: Chris et Uri. Une femme agréable et très gentille, même si elle peut être dure et ferme dans ce qu'elle fait. C'est une femme assez grande avec des cheveux bruns et des yeux de la même couleur. Elle n'apparaît qu'au milieu de la première saison, elle n'est pas à la maison avant, car elle aide sa sœur à s'occuper de son enfant. Chris aime beaucoup sa mère et elle lui manque quand elle est partie. Elle aime aussi beaucoup Aline et la traite comme sa propre fille. Comme son mari, elle est distraite et oublie souvent quelque chose, principalement des sacs à main. Elle aime beaucoup sa famille et se souvient toujours des célébrations qui leur sont associées.

#### Christian PEEPER
Personnage principal de la série, fils du professeur Peeper et meilleur ami d’Aline (avec qui, cependant, il ressent quelque chose de plus qu'une simple amitié). Dans la première saison, il a environ 10 ans, dans la seconde, il a quelques années de plus. Il a les cheveux et les yeux noirs, il est vêtu d'un chemisier bleu, d'un T-shirt blanc, d'un pantalon bleu et de chaussures noires. C'est un garçon très drôle et gentil, mais aussi un peu paresseux. Généralement, il essaie d'esquiver de diverses manières les tâches ménagères, ses devoirs, et d'aider son père. Il déteste les mathématiques et n'a pas de bonnes notes dans cette matière, mais il réussit bien dans d'autres classes. Il est déterminé et n'aime pas abandonner, mais il peut être nerveux en cas de problème. Il aime aussi se vanter. Il est extrêmement attentionné envers Aline, qu'il prend souvent en charge, en particulier dans les situations difficiles, et est également jaloux d'elle plusieurs fois. Dans l'original japonais, son nom est Sho Asuka.

#### Molly
Une petite chienne assez fougueuse. Elle porte un nœud de papillon rose sur la tête.

#### Aline
La voisine de Chris et aussi sa meilleur ami. Elle a le même âge que lui. Elle a les cheveux blond foncé et les yeux marron, elle vient vêtu d'une robe blanche avec des accessoires roses et des chaussures roses. Aline est la compagne inséparable de Chris, généralement après l'école, elle vient chez lui pour jouer au badminton ou lire des livres ensemble, et voyage toujours avec lui après les événements bibliques. Cette fille a généralement un caractère agréable et calme, mais il y a des moments où elle peut se fâcher contre Chris. Elle est beaucoup plus calme que lui, mais aussi moins ingénieuse et inventive que lui. Dans plusieurs épisodes elle indique clairement qu'elle veut l'épouser quand ils seront tous les deux adultes (ce à quoi Chris réagit toujours avec joie et sourire, ce qui prouve que de tels plans lui conviennent). De plus, Aline est très jalouse, ce qu'elle ne cache pas, surtout lorsque Chris fait preuve d'admiration avec plusieurs femmes de la Bible (Eve, Rebecca ou la reine de Saba). Dans l'original japonais, son nom est Azusa Yamato.

#### Gizmo
Un petit robot rouge avec une croix dorée qui accompagne Chris et Aline, et plus tard Urie lors d'un voyage à travers des événements bibliques. Dans la première saison, c'est un petit jouet sinueux de Chris, qui pour des raisons inexpliquées se déplace avec les enfants à temps à l'intérieur du Super Book, où il devient un vrai robot, grandit pour la croissance de ses amis et acquiert également la capacité de parler et de penser. Dans la deuxième saison, il accompagne Urie pendant son voyage. Contrairement à son prédécesseur, il a un ordinateur intégré et possède des connaissances considérables, mais il doit encore être enroulé pour bouger. Gizmo est gentil et extrêmement dévoué aux enfants, en particulier Chris, qu'il appelle «maître» et «patron». Il aide plusieurs fois ses amis dans le besoin. Dans l'original japonais, il s'appelle Zenmaijikake.

#### Urie
Le frère cadet de Chris, bien que dans la version américaine, c’est le cousin de Chris et le fils du frère cadet du professeur.

#### Superbook
Une Bible mystérieuse dotée d'une puissance extraordinaire. Il a une couverture noire avec une croix. Il ne peut jamais être ouvert car il le fait de lui-même. Il a un esprit caché qui, dans chaque épisode de la première saison, parle aux enfants et les emmène avec Gizmo aux événements bibliques. Il garde également Chris et Aline, puis aussi Urie, afin que rien de mal ne leur arrive pendant le voyage.

### Nouvelle série

#### Chris Quantum
Super skateur, joueur de vidéo et guitariste principal dans un groupe de garage avec ses amis de Valleyview Middle School, Chris découvre les secrets de Superbook à travers un mystérieux portail vers le passé.

#### Aline
Voisine et camarade de classe de Chris Quantum à Valleyview Middle School. Elle est extravertie et généralement un peu plus aventureuse que Chris. Elle aime le football, est athlétique et est également excellente dans d'autres sports.

#### Gizmo
Créé par le père de Chris, le professeur Quantum, pour protéger les enfants, mais c’est eux qui finissent par le protéger. Il aime les mises à jour pour se rendre plus utile et préfère rester dans le laboratoire que voyager dans le temps avec Superbook. Une des caractéristiques de Gizmo est qu'il peut changer son apparence au besoin.